# Лядов, Ростислав Михайлович
Ростислав Михайлович Лядов (1921, село Жугин, теперь Болховского района Орловской области — 1986) — украинский советский государственный деятель, 1-й секретарь Краматорского горкома КПУ. Депутат Верховного Совета УССР 7-го созыва. Член Ревизионной Комиссии КПУ в 1966—1971 г.

## Биография
С августа 1941 года — в Красной Армии. Участник Великой Отечественной войны. Служил пиротехником 2-й роты 49-го армейского трофейного батальона 6-й гвардейской армии.
Член ВКП (б) с 1945 года.
После демобилизации работал на инженерной и партийной работе в Сталинской области.
До 1963 года — секретарь партийного комитета Новокраматорского машиностроительного завода Донецкой области.
В 1963? — 1970 гг. — 1-й секретарь Краматорского городского комитета КПУ Донецкой области.
В 1970-1981 - директор Старокраматорского машиностроительного завода Донецкой области.
Потом — на пенсии.

## Награды
- орден Отечественной войны 1-й ст. (6.04.1985)
- орден Трудового Красного Знамени
- медали